# Нотгелд
Нотгелд (Notgeld на немски „спешни пари“, „нужни пари“) се отнася до парите, издадени от институция във време на икономическа или политическа криза.

## История
Нотгелд най-вече се отнася до парите, произведени в Германия (1918 – 1923) и Австрия по време на Първата световна война и Интербеллума. Военните и икономически усилия, които Германия изразходва през Първата световна война, водят до дефицит на метали. Златните и сребърни монети са били складирани от правителството, за да субсидират въоръжението, а металите, от които се секат монетите, струват повече от номинала им. Това принуждава над 1000 германски града да печатат книжни нотгелд, които са официално разплащателно средство в периода 1918 – 1923 г. Други държави, прибягнали до емитиране на нотгелд, са Ирландия (1689 – 1691), Швеция (1715 – 1719), Белгия (1914 – 18), Франция (1914 – 1927) и др.
Науката, изучаваща нотгелд, се нарича екзонумия, която е дял от нумизматиката.
Нотгелд е различен от окупационните пари, които се издават от окупационна армия по време на война.

## Издател
Издаващата институция обикновено няма официална санкция от централното правителство. Това се случва обикновено, когато централните банки не разполагат с достатъчно държавни средства. Издаващите институции могат да бъдат спестовни банки в града, общини и частни или държавни фирми.
Нотгелд е взаимно платежно средство (и за купуване, и за плащане) в определен регион или местност, но може да се използва и извън него. В някои случаи нотгелд може да съдържат текст, като това са по същество купони, които могат да бъдат изкупувани само за конкретни фирми. Огромният обем от издадени от безброй общини, фирми и лица в Германия разводнява определението.

## Колекционерство
Скоро след издаването им, шареният и разнолик дизайн на тези пари им придава колекционерска стойност. Колекционерите са склонни да категоризират нотгелд парите по регион или ера, вместо по издаващ орган.

## Валидност
Почти всички емисии съдържат срок на годност, след което те са невалидни. Емисиите без дати обикновено имат срок на годност, обявен във вестник или на мястото на издаване.

## Видове
Нотгелд се емитират главно под формата на (хартиени) банкноти. Понякога се използват и други форми: монети, кожа, коприна, лен, дърво, пощенски марки, алуминиево фолио, въглища и порцелан; Съществуват сведения за използване и на сяра, както и всички видове повторно използвани хартия и картонени материали (например карти за игра). Тези парчета, направени от карти за игра, са изключително редки и са известни като Spielkarten, немската дума за „игрална карта“.